# 揖斐川町立谷汲中学校
揖斐川町立谷汲中学校（いびがわちょうりつ たにぐみちゅうがっこう）は、岐阜県揖斐川町にある公立の中学校である。生徒数は60名以下で教員数は20名前後である。

## 沿革[2]
谷汲中学校は、1967年に谷汲中学校、長瀬中学校、横蔵中学校を統合し、新設された中学校である。ここでは1967年以前の谷汲中学校を谷汲中学校〈旧〉として記述する。
- 1947年（昭和22年）4月 - 谷汲村、長瀬村、横蔵村で学校組合を設立。揖斐郡学校組合立谷汲中学校として開校。谷汲村立谷汲小学校[注釈 1]。に谷汲分校、長瀬村立長瀬小学校に長瀬分校、横蔵村立横蔵小学校に横蔵分校を設置。本校は谷汲分校に設置。
- 1948年（昭和23年）4月 - 横蔵村が学校組合から離脱。単独で横蔵村立横蔵中学校を開校。
- 1949年（昭和24年）4月 - 学校組合が解散。谷汲村立谷汲中学校〈旧〉と長瀬村立長瀬中学校に分立する。谷汲中学校は、谷汲村名礼に校舎が完成し、移転。
- 1956年（昭和31年）9月1日 - 谷汲村、長瀬村が合併して谷汲村となる。
- 1960年（昭和35年）1月1日  - 横蔵村が谷汲村に編入される。
- 1967年（昭和42年）4月  - 谷汲中学校〈旧〉、長瀬中学校、横蔵中学校を統合し、新たに谷汲村立谷汲中学校として開校。名目上の統合であり、谷汲中学校が谷汲教室、長瀬中学校が長瀬教室、横蔵中学校が横蔵教室となる。
- 1968年（昭和43年）  - 谷汲教室、長瀬教室、横蔵教室を廃止。
- 1969年（昭和44年）  - プールが完成。
- 1970年（昭和45年）  - 屋内体育館が完成。
- 1977年（昭和52年）  - 新校舎（鉄筋コンクリート造3階建）が完成。
- 2005年（平成17年）1月31日 - 揖斐川町、谷汲村、春日村、久瀬村、藤橋村、坂内村が合併し、揖斐川町が発足。同時に移転。谷汲中学校に改称する。
- 2019年（平成31年） - 岐阜県立揖斐高等学校とで連携型中高一貫教育を開始する。

## 部活動
現在（2024年）谷汲中学校にある部活動は以下の通りである。
- 男子ソフトテニス
- 女子ソフトテニス
- 卓球（男女）

## 主な行事

### 1年生
- 藤橋星の家研修

### 2年生
- 日間賀島研修
- 職業体験
- セントジョージ市派遣研修

### 3年生
- 関東研修（修学旅行）
- 立志式

## 通学区域
出典：
- 谷汲深坂
- 谷汲大洞
- 谷汲名礼
- 谷汲徳積
- 谷汲神原
- 谷汲有鳥
- 谷汲木曽屋
- 谷汲高科
- 谷汲岐礼
- 谷汲長瀬

## 進学前小学校
- 谷汲小学校